# Parapente biplace
 (décembre 2017).
Si vous disposez d'ouvrages ou d'articles de référence ou si vous connaissez des sites web de qualité traitant du thème abordé ici, merci de compléter l'article en donnant les références utiles à sa vérifiabilité et en les liant à la section « Notes et références ».

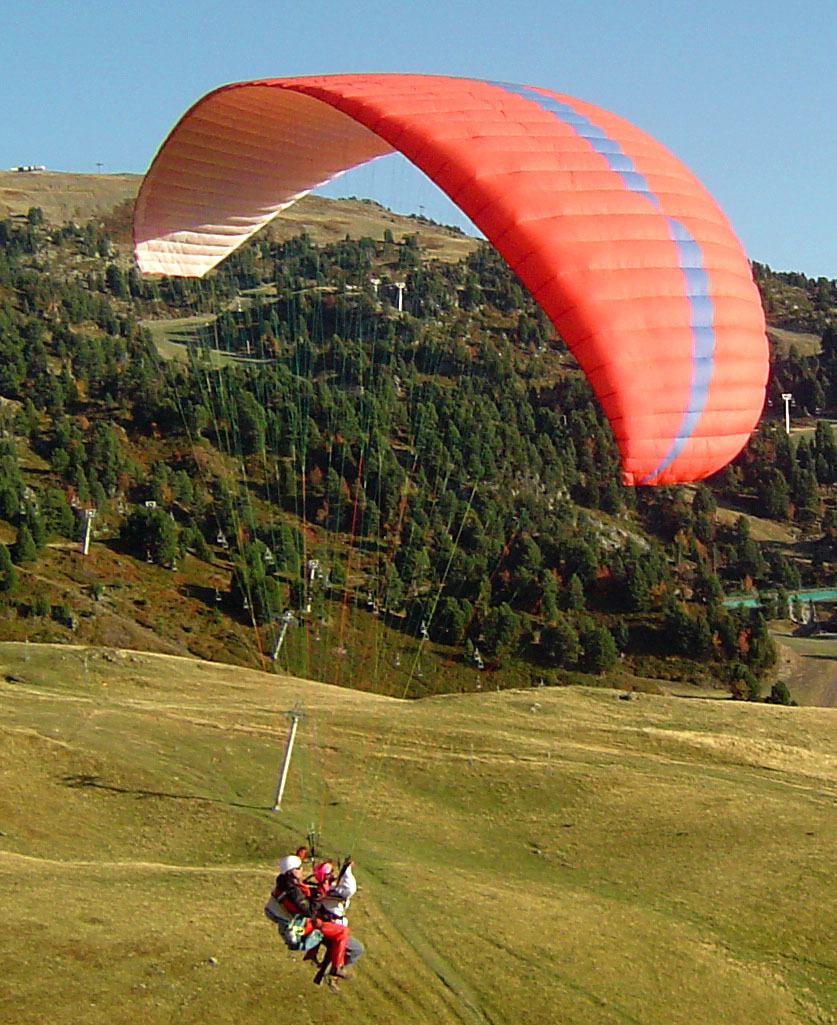
Biplace en vol

Le parapente se prête fort bien au biplace ou tandem parapente. Une voile un peu plus grande, une deuxième sellette et des écarteurs pour séparer le pilote de son passager, et on peut voler à deux (le passager est généralement devant le pilote).
Piloter un biplace est peu différent d'une voile solo, et c'est un plaisir immense que de partager un vol.
Aspect réglementaire (voir aussi Formation (parapente)) : il existe une qualification de pilote biplace dans chaque fédération, procurant la prérogative de la pratique amateur au sein d'un club affilié. Au sein de notre fédération : FFVL (Fédération Française de Vol Libre). 
En France, le brevet d'État (BEES) est nécessaire pour une découverte avec un pilote professionnel. Toujours en France, il existe un cursus de formation validé par la FFVL, à la suite d'un cursus et d'un examen, tant pratiques que théoriques, qui permet à des pilotes très expérimentés mais non professionnels d'emmener des passagers en biplace de manière non rémunérée.
Le diplôme d'État en parapente est délivré par le Ministère de la Jeunesse et des Sports exclusivement, et la profession est organisée autour du SNMVL (Syndicat National des Moniteurs de Vol Libre) ; parapente et deltaplane. Une nouvelle formule de diplôme professionnel est le DP jeps puis DE jeps, gérés par l'ENSA à Chamonix.

## Histoire
En 1984, sur la pente école des Brasses (Haute-Savoie), d'un dénivelé de 70 mètres, des essais ont été effectués par Roger Bedouet pilote, et Jean-François Baudey en tant que passager. Au premier vol, Jean-François Baudey se tenait simplement au harnais du pilote afin de pouvoir lâcher prise si le décollage se passait mal. Après avoir vu ce premier essai, Hugues Baud-Grasset (pilote) et Françoise Bosson (passagère) se lancèrent aussi dans l'aventure du biplace, avec, eux aussi, une aile de 21 m2, un FOIL 252. Essai après essai, la technique s'affina, et s'affirma.
Ce fut ensuite les grands vols, 1000 mètres de dénivelé depuis le Pertuiset, sur la commune de Mieussy. La voile était une FOIL 252, Hugues passa très vite à une aile de 27 m2 UNIT IV. Vol après vol, les décollages (nous nous élancions sur une pente d'environ 50 %) et surtout les atterrissages s'améliorèrent. Roger et Hugues participèrent aux essais de plusieurs prototypes de voiles de biplaces. En 1985 ou 86, la fédération de parachutisme confia à G. Bosson, J.-C. Betemps et M. Sarthe les essais du biplace (officiellement). Roger et Hugues continuèrent à pratiquer les biplaces.
Depuis, la pratique du biplace en parapente a nettement évolué. Les décollages peuvent s'effectuer sur des pentes faibles, il est facile de rester dans les airs grâce aux courants et vents favorables, et l'atterrissage n'a plus rien de comparable au tandem en parachute, la douceur étant la méthode normale de posé en tandem biplace parapente. Le biplace se pratique à pied en été à Mieussy et aux Gets, par exemple. Et également en départ à ski (plus facile) dans de nombreuses stations de ski, comme dans les Trois Vallées au sommet culminant de Méribel et Courchevel, le sommet de la Saulire, ou à La Clusaz, au sommet de Beaugerard.